# Ventenata sorgerae
Ventenata sorgerae là một loài thực vật có hoa trong họ Hòa thảo. Loài này được (Dogan) D.Heller miêu tả khoa học đầu tiên năm 1991.